# John Larroquette
John Edgar Bernard Larroquette jr. (New Orleans, 25 november 1947) is een Amerikaans acteur, filmregisseur en filmproducent.

## Biografie
Larroquette speelde in zijn jeugd klarinet en saxofoon, in 1973 zag hij het toneelstuk Vieux Carré en besloot toen om acteur te worden. Hij verhuisde toen naar Hollywood voor zijn acteercarrière.
Larroquette is ook actief in het theater, zo maakte hij in 2011 zijn debuut op Broadway in de musical How to Succeed in Business Without Really Trying als J.B. Biggley. In 2012 speelde hij in het toneelstuk Gore Vidal's The Best Man als William Russell.
Larroquette is vanaf 1975 getrouwd en heeft hieruit drie kinderen. In de jaren zeventig en tachtig leed Larroquette aan alcoholisme.

## Prijzen

### American Comedy Awards
- 1990 in de categorie Grappigste Acteur in een Televisieserie met de televisieserie Night Court - genomineerd.

### Golden Globes
- 1988 in de categorie Beste Optreden door een Acteur in een Bijrol in een Televisieserie met de televisieserie Night Court - genomineerd.

### Daytime Emmy Awards
- 2002 in de categorie Uitstekende Gastacteur un een Dramaserie met de televisieserie The Practice - genomineerd.
- 1998 in de categorie Uitstekende Acteur in een Comedyserie met de televisieserie The Practice - gewonnen.
- 1994 in de categorie Uitstekende Acteur in een Comedyserie met de televisieserie The John Larroquette Show - genomineerd.
- 1988 in de categorie Uitstekende Acteur in een Comedyserie met de televisieserie Night Court - gewonnen.
- 1987 in de categorie Uitstekende Acteur in een Bijrol in een Comedyserie met de televisieserie Night Court - gewonnen.
- 1986 in de categorie Uitstekende Acteur in een Bijrol in een Comedyserie met de televisieserie Night Court - gewonnen.
- 1985 in de categorie Uitstekende Acteur in een Bijrol in een Comedyserie met de televisieserie Night Court - gewonnen.

### Screen Actors Guild Awards
- 2009 in de categorie Uitstekende Prestatie door een Ensemble in een Dramaserie met de televisieserie Boston Legal - genomineerd.
- 2008 in de categorie Uitstekende Prestatie door een Ensemble in een Dramaserie met de televisieserie Boston Legal - genomineerd.

## Filmografie

### Films
Selectie:
- 2022 Texas Chainsaw Massacre - verteller (stem)
- 2006 The Texas Chainsaw Massacre: The Beginning – als verteller (stem)
- 2006 Southland Tales – als Vaughn Smallhouse
- 2003 Beethoven's 5th – als burgemeester Harold Herman
- 2003 The Texas Chainsaw Massacre – als verteller (stem)
- 1994 Richie Rich – als Lawrence Van Dough
- 1991 JFK – als Jerry Johnson
- 1987 Blind Date – als David Bedford
- 1984 Star Trek III: The Search for Spock – als Maltz
- 1983 Twilight Zone: The Movie – als K.K.K.
- 1981 Stripes – als kapitein Stillman
- 1980 Altered States – als X-Ray monteur
- 1974 The Texas Chain Saw Massacre – als verteller (stem)

### Televisieseries
Uitgezonderd eenmalige gastrollen.
- 2023 - 2025 Night Court – als Dan Fielding - 29 afl.
- 2020 The Good Fight - als Gavin Firth - 5 afl.
- 2019 Blood & Treasure - als Jay Reece - 5 afl.
- 2017 - 2018 Me, Myself and I - als oudere Alex Riley - 13 afl.
- 2014 - 2018 The Librarians - als Jenkins - 41 afl.
- 2015 The Brink - als Robert Kittredge - 7 afl.
- 2013 Deception – als senator Dwight Haverstock – 9 afl.
- 2008 – 2011 Chuck – als Roan Montgomery – 2 afl.
- 2010 CSI: NY – als chief Ted Carver – 3 afl.
- 2009 – 2010 Phineas and Ferb – als Bob Webber (stem) – 2 afl.
- 2009 The Storm – als Bud McGrath – 2 afl.
- 2007 – 2008 Boston Legal – als Carl Sack – 33 afl.
- 2007 – 2008 The Batman – als Mirror Master (stem) – 2 afl.
- 2005 Joey – als Benjamin Lockwood – 2 afl.
- 2003 – 2004 Happy Family – als Peter Brennan – 22 afl.
- 1997 – 2002 The Practice – als Joey Heric – 6 afl.
- 2000 The 10th Kingdom – als Tony Lewis – 9 afl.
- 1999 Payne – als Royal Payne – 9 afl.
- 1993 – 1996 The John Larroquette Show – als John Hemingway – 84 afl.
- 1984 – 1993 Night Court – als Dan Fielding – 193 afl.
- 1982 Dallas – als Phillip Colton – 2 afl.
- 1976 – 1978 Baa Baa Black Sheep – als Bob Anderson – 32 afl.

### Filmregisseur
- 2007 McBride: Dogged – film
- 2007 McBride: Semper Fi – film
- 2006 McBride: Fallen Idol – film
- 2005 McBride: The Doctor is Out... Really Out – film
- 1986 Night Court – televisieserie – 2 afl.

### Filmproducent
- 1999 Payne – televisieserie - ? afl.
- 1993 – 1996 The John Larroquette Show – televisieserie – 2 afl.
- 1991 One Special Victory – film

- Biblioteca Nacional de España: XX1174188
- Bibliothèque nationale de France: cb14196647h (data)
- Gemeinsame Normdatei: 115133944X
- International Standard Name Identifier: 0000 0001 2138 2675
- Library of Congress Control Number: no97027835
- Nationale Bibliotheek van Israël: 987007447155905171
- Nederlandse Thesaurus van Auteursnamen: 073391611
- SNAC: w6zb26x9
- Système universitaire de documentation: 061594237
- Virtual International Authority File: 69140595
- WorldCat: E39PBJqw7Vrk6FdckXV7RwjKVC